# Edukatorzy (film)
Edukatorzy (niem. Die fetten Jahre sind vorbei) – film produkcji austriacko–niemieckiej z 2004 roku w reżyserii Hansa Weingartnera.

## Obsada
- Daniel Brühl jako Jan
- Julia Jentsch jako Jule
- Stipe Erceg jako Peter
- Burghart Klaußner jako Hardenberg
- Claudio Caiolo jako Paolo
- Bernhard Bettermann jako Szef Jule
- Peer Martiny jako Właściciel willi
- Petra Zieser jako Właścicielka willi
- Hanns Zischler jako Wynajemca
- Heinz Kreitzen jako Bezdomny
- Lara Schützsack jako Znajomy Petera
- Laura Schmidt jako Córka
- Sebastian Butz jako Syn
- Reiner Heise jako kontroler biletów
- Heinz Fitz jako Wędrowiec
- Albert Gürtler jako Pijak